# Alapi à menton noir
Hypocnemoides melanopogon
Espèce
Statut de conservation UICN

 LC  : Préoccupation mineure
L'Alapi à menton noir (Hypocnemoides melanopogon) est une espèce de passereaux de la famille des Thamnophilidae.

## Répartition
Cet oiseau peuple principalement le plateau des Guyanes.